# Dipartimento di Tambacounda
Il dipartimento di Tambacounda (fr. Département de Tambacounda) è un dipartimento del Senegal, appartenente alla regione di Tambacounda. Il capoluogo è la città di Tambacounda, capoluogo regionale e maggiore città dell'interno del Senegal.
Si estende nella parte centrale della regione, nell'alto bacino del fiume Gambia; confina a sud, per un breve tratto, con la Guinea-Bissau.
Il dipartimento di Tambacounda comprende 1 comune (Tambacounda) e 3 arrondissement, a loro volta suddivisi in 8 comunità rurali.
- Koussanar
- Makakoulibantang
- Missirah